# Tim Fuchs
Tim Fuchs (* 3. August 1997 in Ulm) ist ein ehemaliger deutscher Skispringer, der für den SC Degenfeld startete.

## Werdegang
Fuchs’ Debüt im internationalen Wettbewerb erfolgte am 28. und 29. September 2012 im Rahmen des Alpencups in Oberstdorf. Bei diesen Wettbewerben wurde er 56. und 49. Nach mehreren weiteren Einsätzen im Alpen-Cup debütierte er am 14. August 2014 im FIS-Cup auf dessen Etappe in Kuopio. Gleich bei seinem ersten Wettbewerb sprang er auf das Podest und wurde Dritter, den zweiten Wettbewerb beendete er als 12. Aufgrund dieser guten Leistungen durfte er bereits einen Tag später im Continental-Cup-Wettbewerb ebenfalls in Kuopio debütieren. Bei diesen Wettbewerben wurde er Zehnter und 18.
Zu seinen bisher größten Erfolgen gehört die erfolgreiche Qualifikation für das Auftaktspringen der Vierschanzentournee 2014/15 am 27. Dezember 2014, bei welchem er in der nationalen Gruppe gestartet war und gleichzeitig sein Weltcup-Debüt feierte. Beim folgenden Wettbewerb sprang er gegen den Mitfavoriten für den Tourneesieg Anders Fannemel, verlor gegen diesen und wurde 47. Auch an der Qualifikation für den zweiten Wettbewerb der Vierschanzentournee, dem Neujahrsspringen, nahm er teil, hierbei konnte er sich allerdings nicht für den Wettbewerb qualifizieren, da er nur 73. wurde.
Bundestrainer Werner Schuster nominierte Fuchs auch in den Jahren 2015, 2016 und 2017 für die nationale Gruppe des deutschen Teams bei der Vierschanzentournee 2015/16, 2016/17 und 2017/18.
Bei den Junioren-Weltmeisterschaften 2017 in Park City, Utah gewann Fuchs im Mannschaftswettbewerb von der Normalschanze zusammen mit Martin Hamann, Felix Hoffmann und Constantin Schmid die Silbermedaille hinter Slowenien und vor Österreich.
In der Saison 2019/20 gewann Fuchs die Gesamtwertung des drittklassigen FIS Cup.
Er gehörte ab August 2018 dem Zoll-Ski-Team an.

## Statistik

### Continental-Cup-Platzierungen
| Saison  | Platz | Punkte |
| ------- | ----- | ------ |
| 2014/15 | 093.  | 054    |
| 2015/16 | 027.  | 396    |
| 2016/17 | 061.  | 144    |
| 2017/18 | 115.  | 005    |
| 2019/20 | 090.  | 059    |